# Globen City

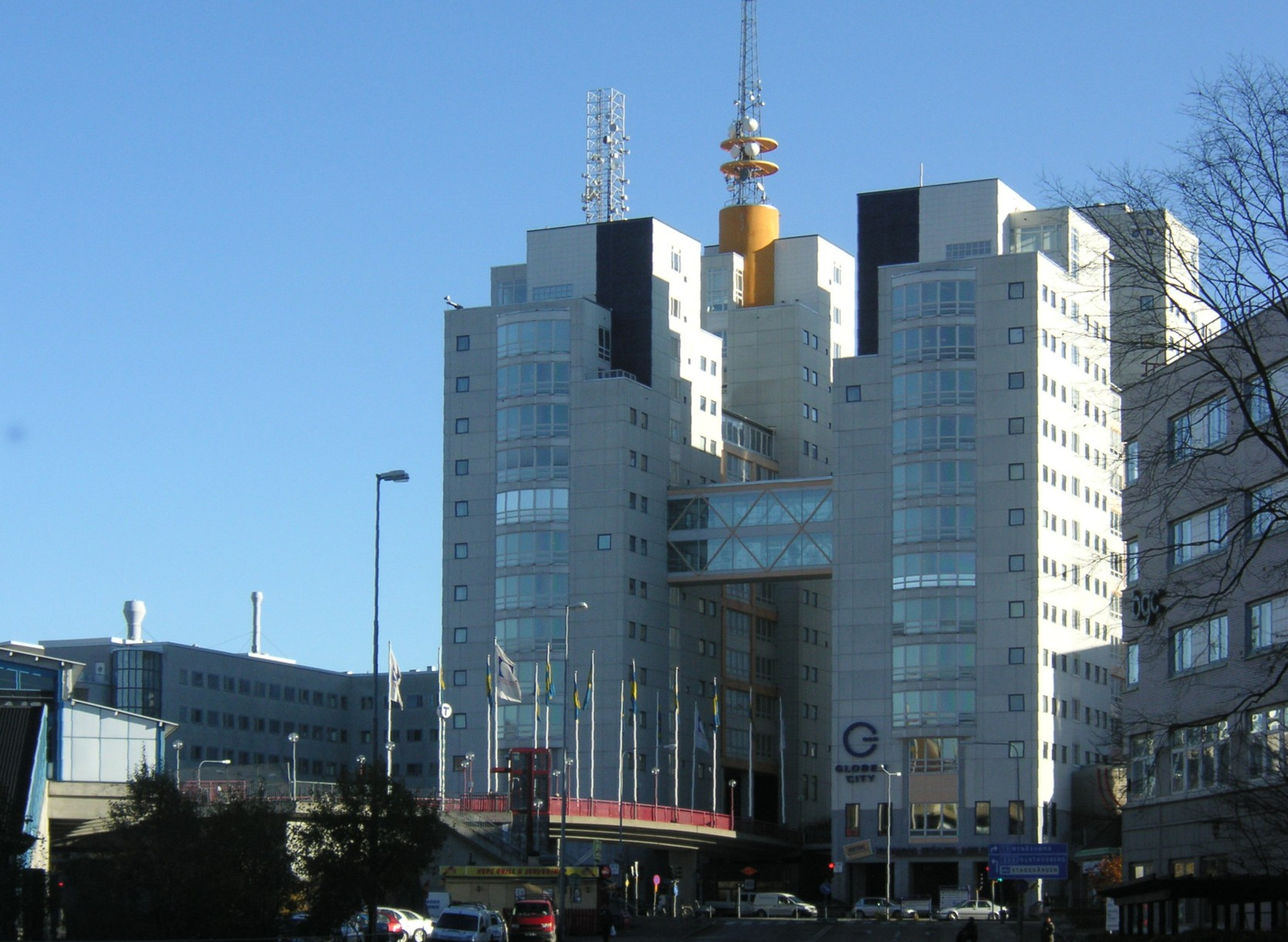
Globen City (2007)

Globen City is een gebied in de Zweedse hoofdstad Stockholm, in de buitenwijk Johanneshov. Het werd in 1989 ontwikkeld na de bouw van de Avicii Arena (toen nog de Stockholm Globe Arena, en vooral bekend als Globen). Globen City bestaat uit gebouwen voor hotels en winkels.

## Arena's
| Gelegenheid  | Doel                   | Capaciteit                            | Bouwjaar                                |
| ------------ | ---------------------- | ------------------------------------- | --------------------------------------- |
| Hovet        | sporten en concerten   | 8.300 (ijshockey) 8.000 (concerten)   | 1955 (oorsprong) 1961-1963 (uitgebreid) |
| Söderstadion | voetbal                | 16.500                                | 1966                                    |
| Annexet      | concerten              | 4.000                                 | 1985                                    |
| Avicii Arena | concerten en ijshockey | 16.000 (concerten) 13.850 (ijshockey) | 1986-1989                               |
| Tele2 Arena  | sporten en concerten   | 33.000 (voetbal) 45.000 (concerten)   | 2010-2013                               |

## Trivia
- Sinds 1 juni 2005 geldt een rookverbod in Globen City.